# 方廷 (密歇根州)
方廷（英語：Fountain）是位於美國密歇根州梅森縣謝爾曼鎮區的一個村。

## 人口
根據2020年美國人口普查的數據，方廷的面積為2.66平方千米，當中陸地面積為2.66平方千米，而水域面積為0.00平方千米。當地共有人口170人，而人口密度為每平方千米63人。